# المعاضيد (ولاية المسيلة)
المعاضيد، مدينة وبلدية تابعة إقليميا إلى دائرة أولاد دراج في ولاية المسيلة الجزائرية. في عام 1998 بلغ عدد سكانها 24168 نسمة.

### مقالات ذات صلة
- دائرة المسيلة
- ولاية المسيلة
- سلسلة جبال المعاضيد

### وصلات خارجية
- إذاعة المسيلة الجهوية: البث الحي.
- جامعة المسيلة: الموقع الرسمي.